# Eversambos
Het Eversambos is een bos dat zich bevindt ten oosten van de tot de West-Vlaamse gemeente Alveringem behorende plaats Stavele en direct ten westen van het gehucht Elzendamme, direct ten zuiden van de IJzer. De Eversamstraat loopt erdoorheen.
Het bos, dat 39 ha groot is, ligt in een verder bosarme omgeving op de plaats waar ooit de Abdij van Eversam was gelegen. Het wordt beheerd door het Agentschap voor Natuur en Bos en is gelegen op een weinig water doorlatende bodem van klei en zandleem, waardoor het een vochtig bos is.
Het bos werd in 1994-1995 aangeplant op voormalige landbouwgrond en wordt doorgesneden door diverse paden. Er werden diverse soorten loofbomen aangeplant, zoals zomereik, es, winterlinde, zoete kers, zwarte els, wilgen, ruwe berk, beuk, haagbeuk en tal van struiken. De veldiep, meidoorn en diverse rozensoorten komen spontaan voor in het gebied. Tot de zoogdieren behoren wezel, konijn, haas en vos en soms ree. Buizerd, torenvalk, ransuil en groene specht horen tot de opvallendste vogels van het bos. De plantengroei verwijst nog voornamelijk naar het vroegere landbouwgebruik. In en langs de waterlopen worden diverse oeverplanten aangetroffen zoals watertorkruid en echte koekoeksbloem. De paddenstoelenflora is − vanwege het vochtige karakter van het bos − bijzonder rijk, met zeldzame soorten als bonte haarmuts, witte anijstrechterzwam en lilaroze kalknetje.
Het bos is opgenomen in het wandelroutenetwerk en is vrij toegankelijk.